# Ceratops
Ceratops is een geslacht van plantenetende ornithischische dinosauriërs, behorend tot de Ceratopia, dat tijdens het late Krijt leefde in het gebied van het huidige Noord-Amerika.
Het geslacht kreeg in 1888 zijn naam, die "hoorngezicht" betekent, toen de typesoort Ceratops montanus benoemd werd. Tegenwoordig wordt deze soort vanwege de beperktheid van de resten waarop zij gebaseerd is, gezien als een op soortniveau onbepaalbare nomen dubium. Nog eens vijf soorten zijn binnen het geslacht benoemd. Later bleken dat ook nomina dubia te zijn of het betrof soorten die bij andere geslachten zijn ondergebracht. Ceratops is vooral van historisch-taxonomisch belang omdat op zijn naam ook die van de Ceratopia en de Ceratopidae alsmede Ceratopinae gebaseerd zijn.
Ceratops was, ook al is het niet duidelijk om welk dier het precies gaat, hoogstwaarschijnlijk een viervoetige planteneter van vier à vijf meter lengte met een grote kop, voorzien van hoorns en een nekschild.

## Vondst en naamgeving

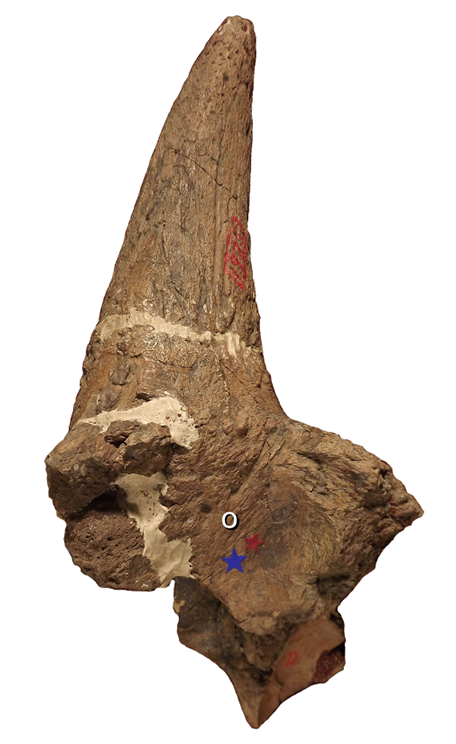
De linkerhoorn

In de late zomer van 1888 vond John Bell Hatcher, een medewerker van Othniel Charles Marsh, bij de Cow Creek in Blaine County, Montana, het fossiel van een onbekende dinosauriër, bestaand uit een stuk van een achterhoofd en een paar hoorns. Hetzelfde jaar herkende Marsh dit, ook omdat hij nu de eerste fossielen van Triceratops bezat, als een vertegenwoordiger van een nieuwe groep gehoornde dinosauriërs, waarvan hij de eerste resten nog voor reusachtige runderen had aangezien. Op basis van Hatchers vondst benoemde en beschreef hij de typesoort Ceratops montanus. De geslachtsnaam is afgeleid van het Oudgrieks κέρας, keras, "hoorn", en ὤψ, oops, "gezicht". De soortaanduiding verwijst naar Montana. Marsh had in het begin een beeld van deze dinosauriër dat nogal afweek van de huidige inzichten. In feite moet Ceratops een viervoetig dier geweest zijn, maar Marsh dacht dat het een tweevoeter was, acht à negen meter lang, met hoorns op de rand van zijn achterhoofd en platen als van Stegosaurus plat op zijn rug. Het levende dier zou volgens hem "een zeer vreemde verschijning" geweest zijn. Marsh maakte ook de fout de rechter- en linkerhoorn te verwisselen. Hierdoor zouden ze foutief naar achteren gewezen hebben en dat compenseerde hij door ze een kwartslag te draaien zodat de buitenzijden naar achteren gericht werden en de hoorns naar binnen.

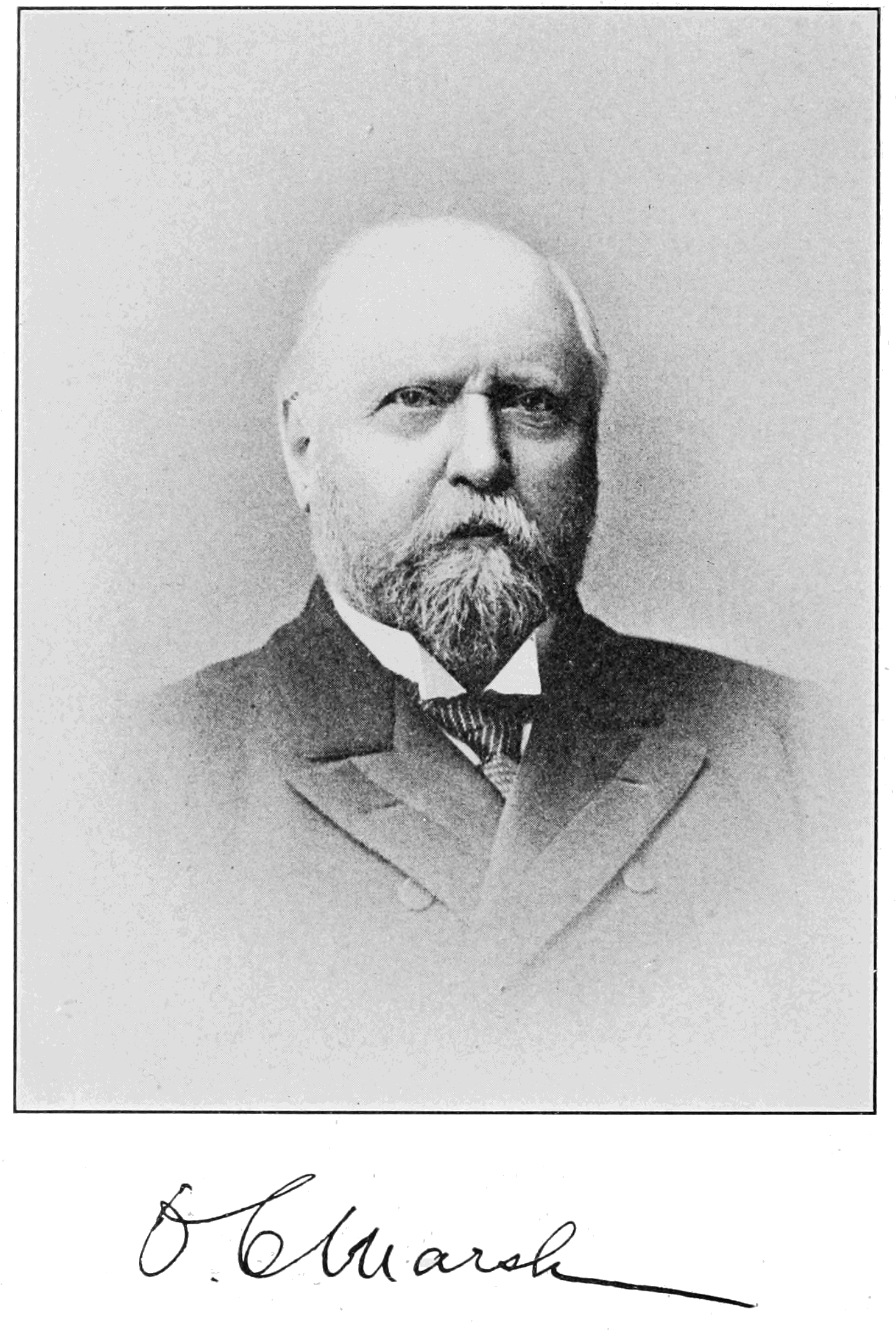
Marsh benoemde vier soorten van Ceratops

Het holotype, USNM 2411, is gevonden in een laag van de bovenste Judith River Formation die dateert uit het laatste Campanien, ongeveer vijfenzeventig miljoen jaar oud. Het bestaat uit twee vrij gave wenkbrauwhoorns met een aansluitend deel van het rechterprefrontale, en een achterhoofdsknobbel inclusief het aansluitende paroccipitale. De hoornkernen zijn tweeëntwintig centimeter lang. Marsh wees later ook twee andere fossielen toe: USNM 4802 en USNM 2415, beide korte squamosa; deze behoren echter vermoedelijk tot Centrosaurus of althans een lid van de Centrosaurinae: er is ook wel gedacht aan Avaceratops. Ceratops zelf moet volgens de meeste onderzoekers een lid geweest zijn van de Chasmosaurinae. Omdat Ceratops eerder benoemd werd dan Chasmosaurus zouden de Chasmosaurinae in dat geval eigenlijk de Ceratopinae moeten heten, nu die eenmaal in 1919 door Othenio Lothar Franz Anton Louis Abel benoemd zijn. In feite wordt die naam zelden meer gebruikt, ook omdat ze een tijdje bedoeld is geweest als een zustergroep van de Chasmosaurinae en later bleek dat er geen reden was zo'n aparte aftakking te veronderstellen.

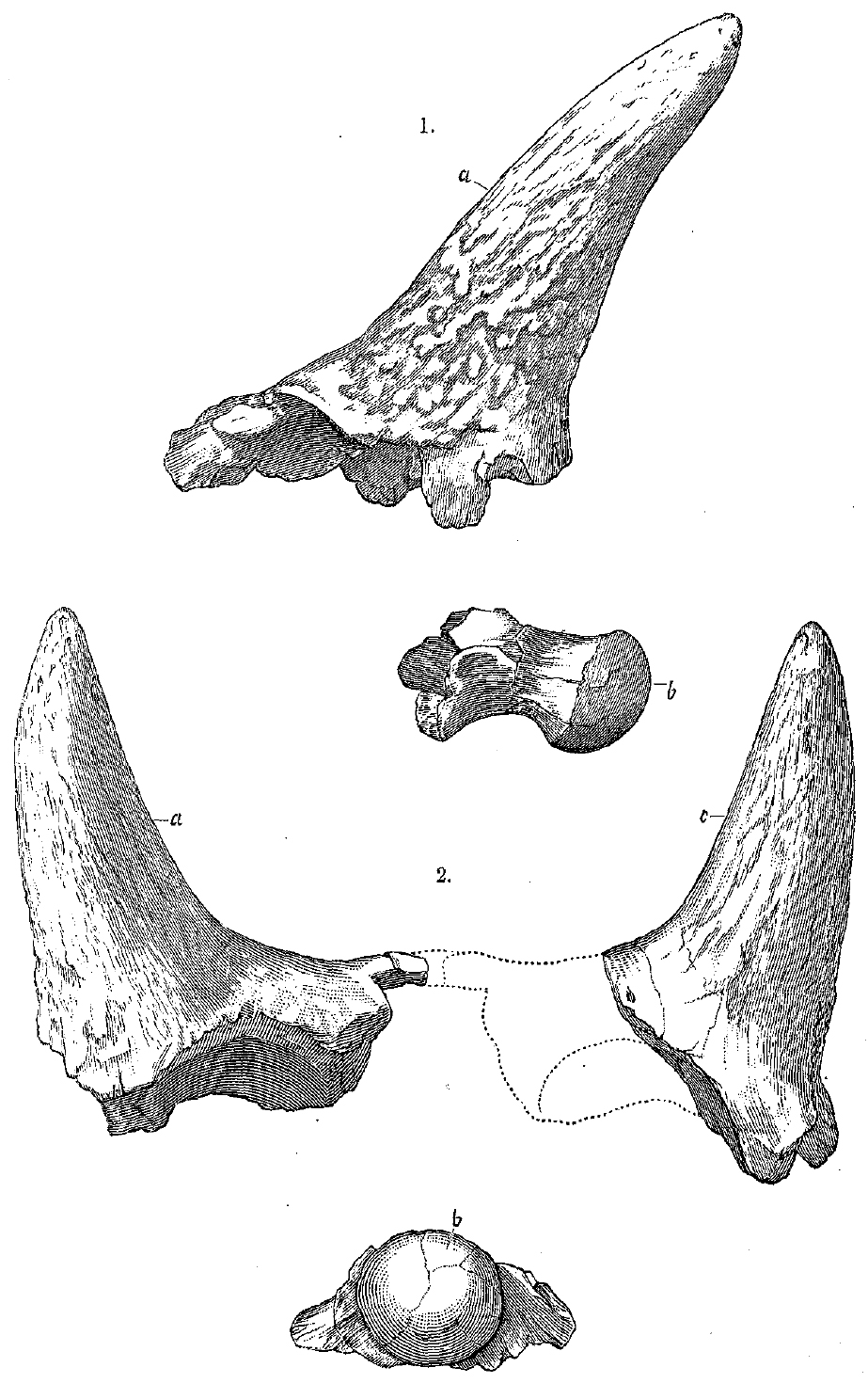
Het materiaal van het holotype, afgebeeld in Marsh (1888). Het hoornpaar werd volgens Marsh van achteren bezien maar is in feite omgewisseld en fout geroteerd

In het begin van de twintigste eeuw ontdekte Richard Swann Lull tijdens zijn arbeid aan Marsh's postume monografie over de Ceratopia dat de naam Ceratops al bezet was geweest door de vogel Ceratops Rafinesque 1815. Hij hernoemde het geslacht daarom in 1906 tot Proceratops. Lull meende te weten dat Ceratops Rafinesque 1815 een onbeschreven nomen nudum was geweest waardoor zijn vervangingsnaam eigenlijk een overbodige nomen vanum was aangezien daardoor de naam Ceratops in 1888 beschikbaar bleef, maar gaf haar voor alle zekerheid toch maar. De huidige consensus is dat hij daarmee inderdaad te voorzichtig was. Andere onderzoekers hadden gemeend dat Ceratops identiek was aan eerder benoemde geslachten. Zo vond Edward Drinker Cope dat het samenviel met zijn Monoclonius en Richard Lydekker in 1893 dat het identiek was aan Copes Agathaumas.
Sinds de jaren negentig van de twintigste eeuw wordt Ceratops montanus meestal als een nomen dubium beschouwd omdat men de variabele hoorns niet als diagnostisch ziet. Dit is echter wat problematisch: een nomen dubium moet niet te onderscheiden zijn van minstens twee verwante soorten, maar uit Montana vertegenwoordigt het holotype het enige bekende chasmosaurine materiaal van die ouderdom. Het valt niet uit te sluiten dat toekomstige vondsten een met het holotype gedeelde unieke eigenschap tonen. In 1995 meende David Trexler dat zulke resten inderdaad gevonden waren, maar ze bleken later toe te behoren aan een ouder taxon dat als Medusaceratops benoemd werd. Het beschouwen van Ceratops als een nomen dubium is overigens geen dwingend argument om een begrip Ceratopinae af te wijzen, zoals verschillende onderzoekers abusievelijk meenden.
In de late negentiende en vroege twintigste eeuw bestond er weinig twijfel over de geldigheid van Ceratops wat ertoe leidde dat meer soorten in het geslacht benoemd werden. De eerste naam voor Triceratops, het basoniem, was Ceratops horridus Marsh 1889 in het artikel Notice of new American Dinosauria; dit zou bijna meteen hernoemd worden tot Triceratops in een opvolgend artikel, Notice of gigantic horned Dinosauria from the Cretaceous. Marsh hernoemde in dit laatste artikel uit 1889 zijn Bison alticornis Marsh 1887, de foute identificatie van het eerste ceratopische materiaal, tot een Ceratops alticornis. Ook dit wordt tegenwoordig als een nomen dubium beschouwd. Omdat Ceratops het typegenus is van de Ceratopidae Marsh 1888, functioneerde het mede als een verzamelbak voor slecht ceratopide materiaal als dat hernoemd moest worden vanwege een onjuiste determinering. Marsh zelf hernoemde in 1890, als vierde soort, zijn Hadrosaurus paucidens Marsh 1889 tot een Ceratops paucidens, in het artikel Description of new dinosaurian reptiles. Deze soort was gebaseerd op basis van een linkerbovenkaak, waarvan Hatcher gemeend had dat het om hadrosauride materiaal ging. Latere onderzoekers gaven hem daarin weer gelijk, en spraken dus weer van een Hadrosaurus paucidens, om te beginnen in 1901 met Oliver Perry Hay. Soms ging het echter om goed materiaal. Hatcher hernoemde in 1905 Monoclonius recurvicornis Cope 1889 tot een Ceratops recurvicornis en in dezelfde publicatie Monoclonius belli Lambe 1902 in een Ceratops belli — dit is tegenwoordig het aparte geslacht Chasmosaurus — en Monoclonius canadensis Lambe 1902 in een Ceratops canadensis; later maakte Lawrence Morris Lambe zelf er een Eoceratops van. De naam Chasmosaurus werd in het begin niet door iedereen aanvaard: zo meende William King Gregory in 1925 dat het geslacht Ceratops zou moeten heten.

### Soortenlijst
De naamgevingsgeschiedenis kan worden samengevat in een soortenlijst.
- Ceratops montanus Marsh 1888: nomen dubium, typesoort van Ceratops Marsh 1888; = Proceratops montanus (Marsh 1888) Lull 1906
- Ceratops horridus Marsh 1889: = Triceratops horridus (Marsh 1889) Marsh 1889
- Ceratops alticornis (Marsh 1887) Marsh 1889: nomen dubium, = Bison alticornis Marsh 1887, = Triceratops alticornis (Marsh 1887) Lull vide Hatcher, Marsh & Lull 1907
- Ceratops paucidens (Marsh 1889) Marsh 1890: nomen dubium, = Hadrosaurus paucidens Marsh 1889
- Ceratops recurvicornis (Cope 1889) Hatcher vide Stanton & Hatcher 1905: = Monoclonius recurvicornis Cope 1889
- Ceratops belli (Lambe 1902) Hatcher vide Stanton & Hatcher 1905: = Monoclonius belli Lambe 1902; = Chasmosaurus belli (Lambe 1902) Lambe 1914
- Ceratops canadensis (Lambe 1902) Hatcher vide Stanton & Hatcher 1905: onzekere status; = Monoclonius canadensis Lambe 1902; = Eoceratops canadensis (Lambe 1902) Lambe 1915